# Karagaji járás

A Karagaji járás a Permi határterületen

A Karagaji járás (oroszul Карагайский район) Oroszország egyik járása a Permi határterületen. Székhelye Karagaj.

## Népesség
- 1989-ben 25 845 lakosa volt.
- 2002-ben 24 792 lakosa volt, melynek 92,3%-a orosz, 3,3%-a komi-permják, 1,2%-a udmurt nemzetiségű.
- 2010-ben 22 875 lakosa volt, melyből 21 204 orosz, 538 komi, 217 azeri, 175 udmurt, 137 örmény stb.